# こっこ (タレント)
こっこ（1970年5月20日 - ）は、日本のタレント、曲芸芸人。本名：庭谷 和余（にわたに かずよ）。大阪府羽曳野市出身。吉本興業所属。

## 来歴・人物
一輪車芸のMr.ボールドの弟子。1995年にうめだ花月で初舞台。
現在はシルク、めぐまりこの3人で「三女美」で活動中。他にも師匠の一輪車芸を受け継いでいる。フラフープやトランペットを使って一輪車を乗りこなす。
宝塚ファンの落語家による宝塚なりきり劇団「花詩歌タカラヅカ」に参加する時の芸名は「羽曳野ココ」。

## 舞台
- お茶子のブルース（京橋花月、2009年3月）
- 女忍のブルース（京橋花月、2009年9月）